# Wladimir Pawlowitsch Sagorowski

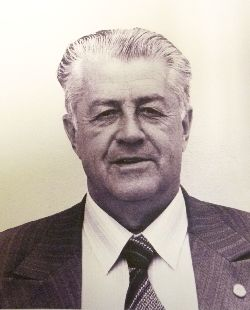
Wladimir Pawlowitsch Sagorowski

Wladimir Pawlowitsch Sagorowski (russisch Владимир Павлович Загоровский, wiss. Transkription Vladimir Pavlovič Zagorovskij; * 29. Juni 1925 in Woronesch; † 6. November 1994 ebenda) war ein russischer Historiker, Fernschach-Großmeister und der 4. Fernschachweltmeister (1965–1968).

## Leben
Sagorowski, ein promovierter Historiker, lehrte an der Universität von Woronesch Geschichte und veröffentlichte in der Sowjetunion eine Reihe von Schriften zur russischen Geschichte. Er beschäftigte sich besonders mit der Geschichte seiner Heimatstadt Woronesch.
In seiner freien Zeit war er ein passionierter Schachspieler. Bereits im Alter von sechs Jahren lernte er die Regeln. Obwohl er in seiner Studienzeit in Moskau in den 1950er Jahren im Nahschach eine Reihe guter Erfolge hatte (1952 gewann er die Meisterschaft Moskaus), fühlte er sich doch mehr zum Historiker berufen.

## Fernschach
Seine Arbeit an der Universität ließ ihm wenig Zeit zu Turnieren, aber er entdeckte Anfang der 1950er Jahre das Fernschach, dem er bis zu seinem Tode treu blieb. Er gewann die 4. Fernschachweltmeisterschaft, die 1962 bis 1965 ausgespielt wurde.
Sagorowski nahm insgesamt sechsmal an Weltmeisterschaften teil. Bei der 6. WM 1971 wurde er hinter Horst Rittner Vizeweltmeister, ebenso bei der 8. WM 1980 hinter dem Dänen Jørn Sloth; bei gleicher Punktzahl hatte Sloth die bessere Wertung.
Bei der 5. WM belegte er Platz 4–5, bei der 7. WM Platz 3–4, bei der 11. WM Platz 5.

## Funktionär
Seit 1975 arbeitete er als Vizepräsident beim Weltfernschachverband ICCF.
Seine beste historische Elo-Zahl im Nahschach betrug 2614. Diese erreichte er im November 1953.